# Hypsagonus corniger
Hypsagonus corniger és una espècie de peix pertanyent a la família dels agònids.

## Descripció
- Fa 10 cm de llargària màxima.[4][5]

## Hàbitat
És un peix marí, demersal i de clima polar que viu entre 18 i 105 m de fondària.

## Distribució geogràfica
Es troba al Pacífic nord-occidental: el sud del mar d'Okhotsk i el nord del mar del Japó.

## Observacions
És inofensiu per als humans.